# Karl Otto Schmidt
K. O. Schmidt (* 26. Januar 1904 in Laboe, Schleswig-Holstein; † 21. Dezember 1977 in Reutlingen, Baden-Württemberg; eigentlich Karl Otto Schmidt), Pseudonym Hilarion, war ein deutscher Buchautor und Lebensberater im Bereich der Neugeist-Bewegung.

## Leben
Nach dem Krieg leitete er den Wiederaufbau der Reutlinger Stadtbibliothek und war Redakteur des Amtsblattes. Er war maßgeblich am Aufbau der Esperanto-Arbeit in Deutschland beteiligt und verfasste erste Lehrbücher in dieser Sprache.
Bis 1969 war er Distriktpräsident der International New Thought Alliance (kurz INTA) für die deutschsprachigen Länder und anschließend Alleinredakteur der Zeitschrift Unity.
1972 wurde er für seine Verdienste als Schriftsteller und Lebensberater mit dem Verdienstkreuz am Bande des Verdienstordens der Bundesrepublik Deutschland, geehrt.
Posthum verlieh ihm die United Church of Religious Science in Los Angeles die Ehren-Doktorwürde. Schmidt verfasste circa 100 Bücher mit einer Auflage von 2 Millionen Stück, die in mehrere Sprachen übersetzt wurden. Er gehört zu den engagiertesten Lehrern neugeistigen Gedankengutes im deutschsprachigen Raum, wobei insbesondere die Neue Lebensschule als Hauptwerk bezeichnet werden kann.

## Schriften (Auswahl)
- Deutsche Lebens-Hilfe. 2 Bände. Baum-Verlag, Pfullingen in Württ. 1940
- Bücher des Flammenden Herzens. 5 Bände. Baum-Verlag, Pfullingen in Württ. 1928
- Liebe Dein Schicksal! Des Übermenschen Morgenröte. Nietzsche und die deutsche Erneuerung; Ein Überblick und ein Ausblick. Baum-Verlag, Pfullingen in Württ. 1933
- Die Zukunft der Menschheit. Eine Reise durch die Zeit. ISIS-Verlag, Reutlingen 1946.
- Alles Lebendige kehrt wieder – Das Rad von Tod und Wiedergeburt, Worte großer Denker. Drei Eichen Verlag, Hammelburg 2009, ISBN 978-3-7699-0586-1.
- Bhagavad Gita. Der Gesang des Erhabenen.  [Hrsg.: Gertraud Radke]. Aquamarin, Grafing 2007, ISBN 978-3-89427-376-7.
- Dreistufenweg zum Gral. Drei Eichen Verlag, Hammelburg 2004, ISBN 3-7699-0501-6.
- Erfahrung des inneren Lichts. Drei Eichen Verlag, Hammelburg 1996, ISBN 3-7699-0564-4.
- Eine kleine Vision & Die Kunst des Vergessens. [Sonderdruck: Heft 5 der Reihe "Lebendige Spiritualität]. Excalibur Edition, Hammelburg 2006, ISBN 3-938419-12-1.
- Esperanto – leicht gemacht!: Ein Lehrgang der Welthilfssprache für Menschen, die vorwärts wollen. Verlag Die Zukunft, Reutlingen, 1947
- Der geheimnisvolle Helfer in Dir. Dynamik geistiger Selbsthilfe. Reichl-Verlag, St. Goar 2006, ISBN 3-87667-263-5.
- In dir ist das Licht. Vom Ich-Bewusstsein zum kosmischen Bewusstsein. Drei Eichen Verlag, Hammelburg 1995, ISBN 3-7699-0457-5.
- Der innere Arzt. Einführung in Wesen und Praxis der geistigen Heilung. Frick, Pforzheim 1996, ISBN 3-920780-60-4.
- Der kosmische Weg der Menschheit im Wassermann-Zeitalter. Drei Eichen Verlag, Ergolding 1990, ISBN 3-7699-0496-6.
- Die Goldene Regel. Das Gesetz der Fülle. Drei Eichen Verlag, Hammelburg 2007, ISBN 978-3-7699-0594-6.
- Die Götter des Sirius. Kontakte mit dem Sternenreich. Artha, Haslach 2005, ISBN 3-89575-063-8.
- Meister Eckeharts Weg zum kosmischen Bewusstsein. Ein Brevier kosmischer Mystik. Drei Eichen Verlag, Hammelburg 1995, ISBN 3-7699-0558-X.
- Die Religion der Bergpredigt. Grundlage rechten Lebens. Drei Eichen Verlag, Hammelburg 1976, ISBN 3-7699-0461-3.
- Neue Lebensschule. Ein Jahresplan der Lebens- und Erfolgsbemeisterung in 3 Bänden. Reichl-Verlag, St. Goar 2003, ISBN 978-3-87667-174-1
- Die geheimen Herrenworte des Thomas-Evangeliums. Wegweisungen Christi zur Selbstvollendung. Baum-Verlag, Pfullingen 1966.
- Prentice Mulford. Einer, der es wagt. Sein Leben und Werk. Frick, Pforzheim 1976, ISBN 3-920780-30-2.
- Schönheit des Alters. Die zweite Leistungswelle. Bauer, Freiburg im Breisgau 1998, ISBN 3-7626-0578-5.
- Selbsterkenntnis durch Yoga-Praxis. Patanjali und die Yoga-Sutras. Drei Eichen Verlag, München 1983, ISBN 3-7699-0409-5.
- Seneca – der Lebensmeister. Daseins-Überlegenheit durch Gelassenheit. Drei Eichen Verlag, Hammelburg 2008, ISBN 978-3-7699-0609-7.
- Sei geheilt. Die Heilwunder Jesu – auch heute möglich! 2. Auflage. Frick-Verlag 1991, ISBN 3-920780-33-7.